# Placówka (wojsko)
Placówka – element ubezpieczenia bezpośredniego wystawiany dla ochrony przed niespodziewanym napadem przeciwnika. 

## Charakterystyka placówki
Placówkę wystawia oddział czat lub czata. Zadaniem placówki jest  ubezpieczać oddział czat, czatę i pododdział sił głównych na postoju, nie dopuścić do niespodziewanego napadu przeciwnika oraz przeniknięcia jego elementów rozpoznawczych lub grup dywersyjnych. 
Obsada placówki urządza stanowisko oporu, rozbudowując go pod względem inżynieryjnym w zakresie prac pierwszej kolejności. Swoje zadanie wykonuje przez obserwację i walkę. Pojedynczych żołnierzy bierze do niewoli lub niszczy.
W przypadku natarcia sił głównych przeciwnika, wycofuje się po wyznaczonej drodze na rozkaz dowódcy pododdziału, który ją wystawił. Szerokość pasa rozpoznania i ubezpieczenia – do 500 m. 
Placówka wystawia elementy ubezpieczenia bezpośredniego:
- czujkę (w nocy podsłuch) – 2–3 żołnierzy,
- patrol pieszy – 2–3 żołnierzy,
- wartownika przy wozie,
- w celu rozpoznania obiektu może wysłać szperaczy.

## W ujęciu historycznym

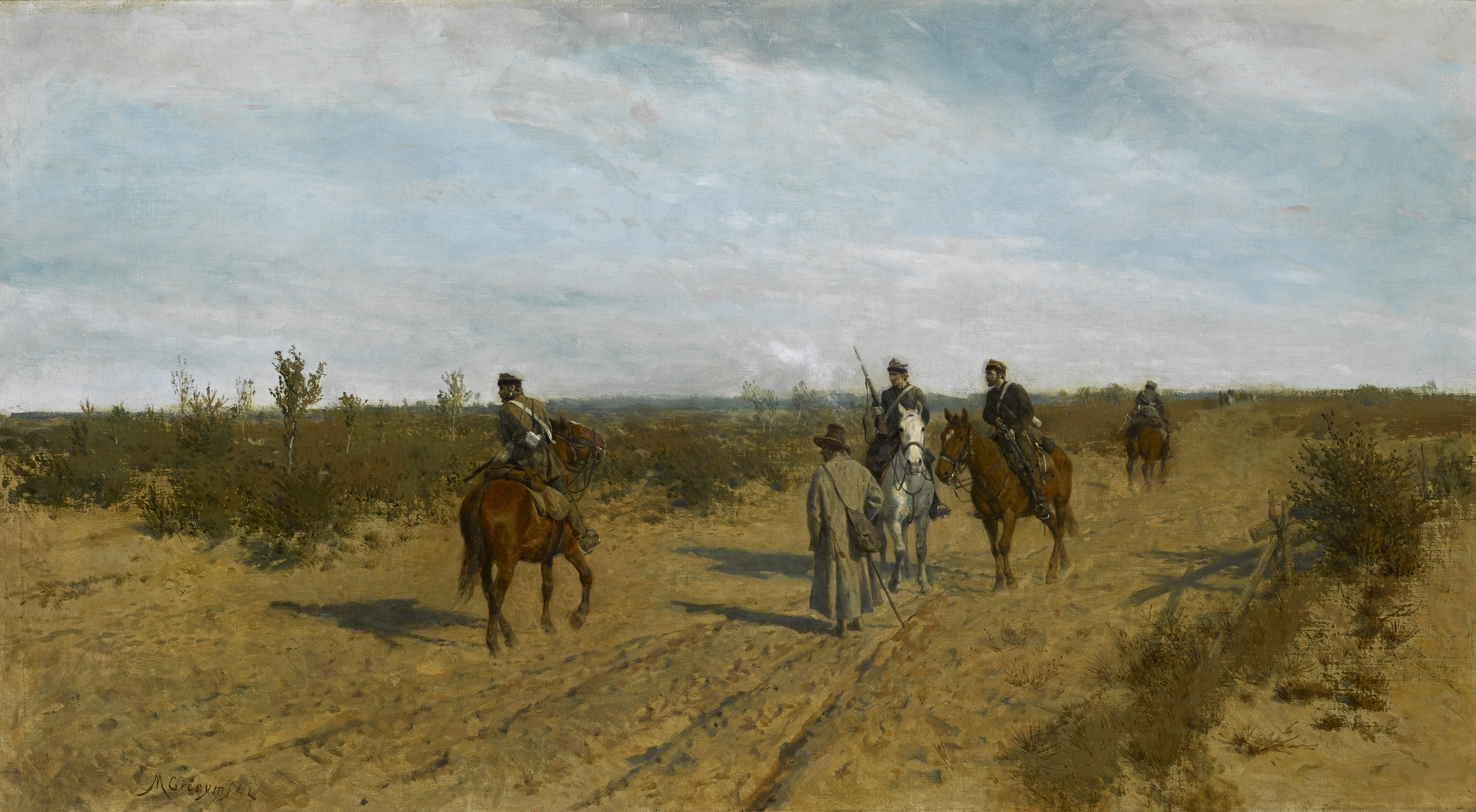
Pikieta powstańcza – obraz Maksymiliana Gierymskiego

Placówka, pikieta, czata, to rodzaj posterunku wojskowego, stałego jak i improwizowanego w zależności od ukształtowania terenu i sytuacji. 
W okresie napoleońskim opracowano szczegółowe regulaminy dotyczące postoju oddziałów wojskowych. Oddział chroniony był przez sieć placówek, zwykle w sile plutonu lub kompanii. Każda placówka składała się z 3 części:
- wedeta (fr. vedette) – tzw. łańcuch widzów – żołnierzy rozstawionych w takiej odległości od siebie, aby nikt nie mógł się między nimi niezauważony przecisnąć, żołnierze ci mieli obowiązek być w ciągłej czujności i gotowości do walki;
- straże posiłkowe (fr. petite garde) – oddział kilku ludzi z sierżantem, który w razie potrzeby mógł zmieniać widzów, wspierać atakowanych czy eskortować zatrzymanych na tyły;
- grangarda (fr. grande garde) – właściwa placówka.

System placówek miał za zadanie ostrzeganie w porę sił głównych przed wrogiem, zabezpieczanie obszaru biwakowania przed osobami przypadkowymi i w razie czego powstrzymywanie przez dezercjami.